# Midsommarnatt (TV-serie)
Midsommarnatt är en svensk-norsk dramaserie som hade premiär på strömningstjänsten Netflix 11 april 2024. Serien är skapad och regisserad av Per-Olav Sørensen, som även skrivit manus tillsammans med Sofie Forsman, Anna Fredrikke Bjerke och Tove Forsman.

## Handling
Serien utspelar sig på midsommarafton och familjen är samlad för att fira högtiden tillsammans. Carina och Johannes avslöjar efter 30 års äktenskap en stor hemlighet för festsällskapet som får oförutsedda konsekvenser.

## Rollista (i urval)
- Pernilla August  - Carina
- Dennis Storhøi - Johannes
- Amalia Holm - Hanne
- Sofia Tjelta - Helena
- Linn Skåber - Jannike
- Kim Falck - Lysandet
- Christopher Wollter - Håkan
- Fanny Klefelt - Sara
- Peiman Azizpour - Darius
- Maria Agwumaro - Petronella
- Eirik Hallert - Robert
- Liv Bernhoft Osa - Elin
- Kadir Talabani - Tabur
- Dagny  Backer Johnsen - Marianne
- Jonas Jacobsen - Lucas
- Yngvild Støen Grotmol - psykologen
- Axel Bøyum - Iver
- Mathias Storhøi - Jørgen